# Frontière entre l'Azerbaïdjan et l'Iran
La frontière entre l'Azerbaïdjan et l'Iran est la frontière séparant l'Azerbaïdjan, au nord, de l'Iran, au sud.

## Géographie
Comme la république autonome azérie du Nakhitchevan est isolée du reste de l'Azerbaïdjan par l'Arménie, la frontière terrestre entre les deux pays est constituée de deux fragments distincts :
- Sa section orientale est longue de 432 km. Elle débute sur le rivage de la mer Caspienne au niveau de la ville iranienne d'Astara (38° 26′ 33″ N, 48° 52′ 43″ E) et se poursuit vers le nord-ouest pour rejoindre la rivière Araxe au sud de la ville azérie de Bir May (39° 44′ 48″ N, 47° 57′ 32″ E). Elle longe ensuite la rivière en direction du sud-ouest jusqu'au territoire arménien (38° 52′ 06″ N, 46° 32′ 05″ E)[1].

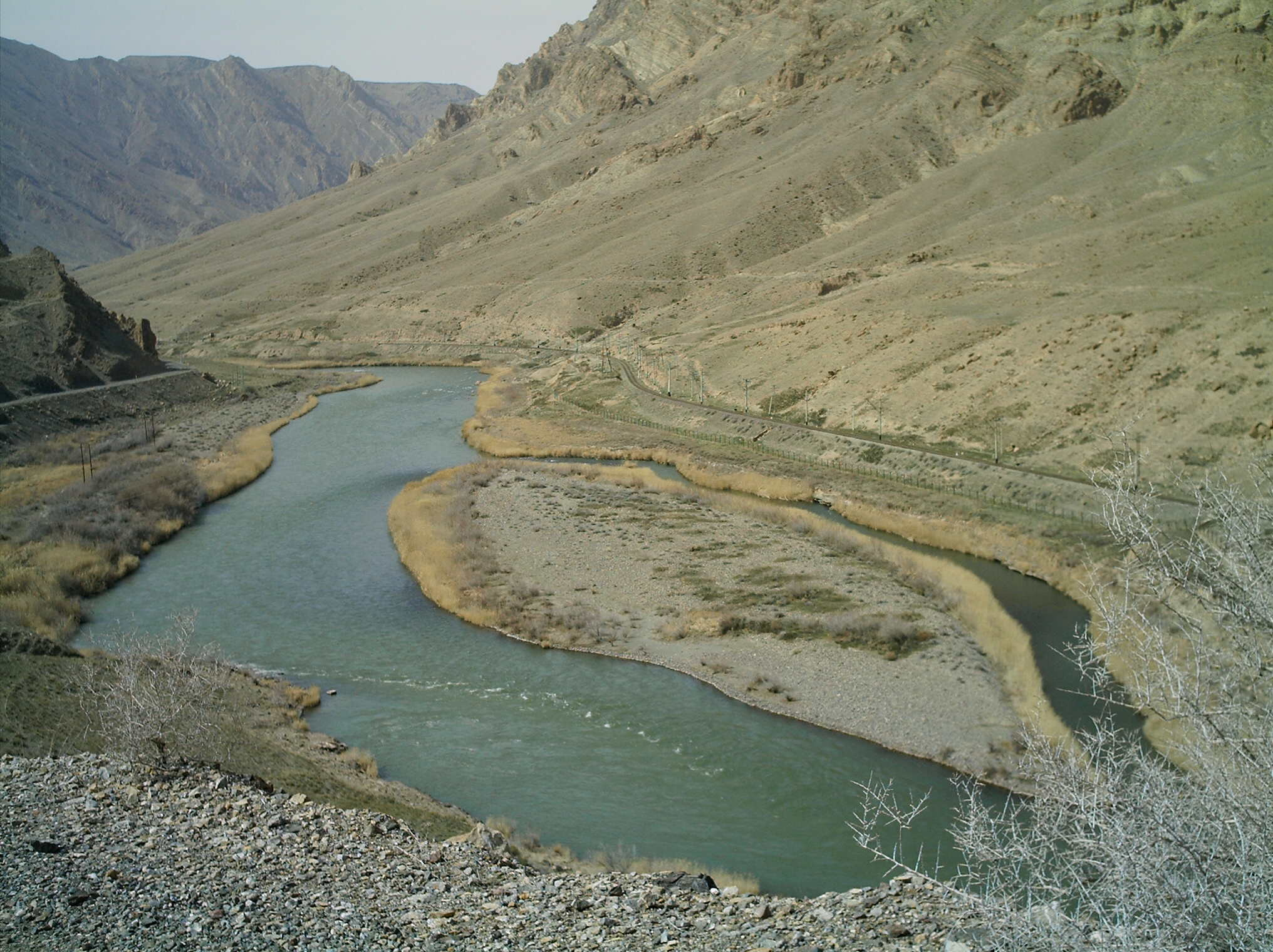
L'Araxe à la frontière (Iran à gauche, Nakhitchevan à droite).

- La frontière est interrompue sur 35 km par celle séparant l'Arménie et l'Iran, également le long de l'Araxe.

- Elle reprend (38° 50′ 41″ N, 46° 08′ 25″ E) à l'ouest de la localité arménienne d'Agarak. Elle longe à nouveau la rivière, qui la sépare de l'exclave azérie du Nakhitchevan, et se termine 179 km plus à l'ouest, au tripoint formé avec les frontières Iran/Turquie d'une part, et Turquie/Azerbaïdjan d'autre part (39° 38′ 19″ N, 44° 48′ 26″ E)[1].

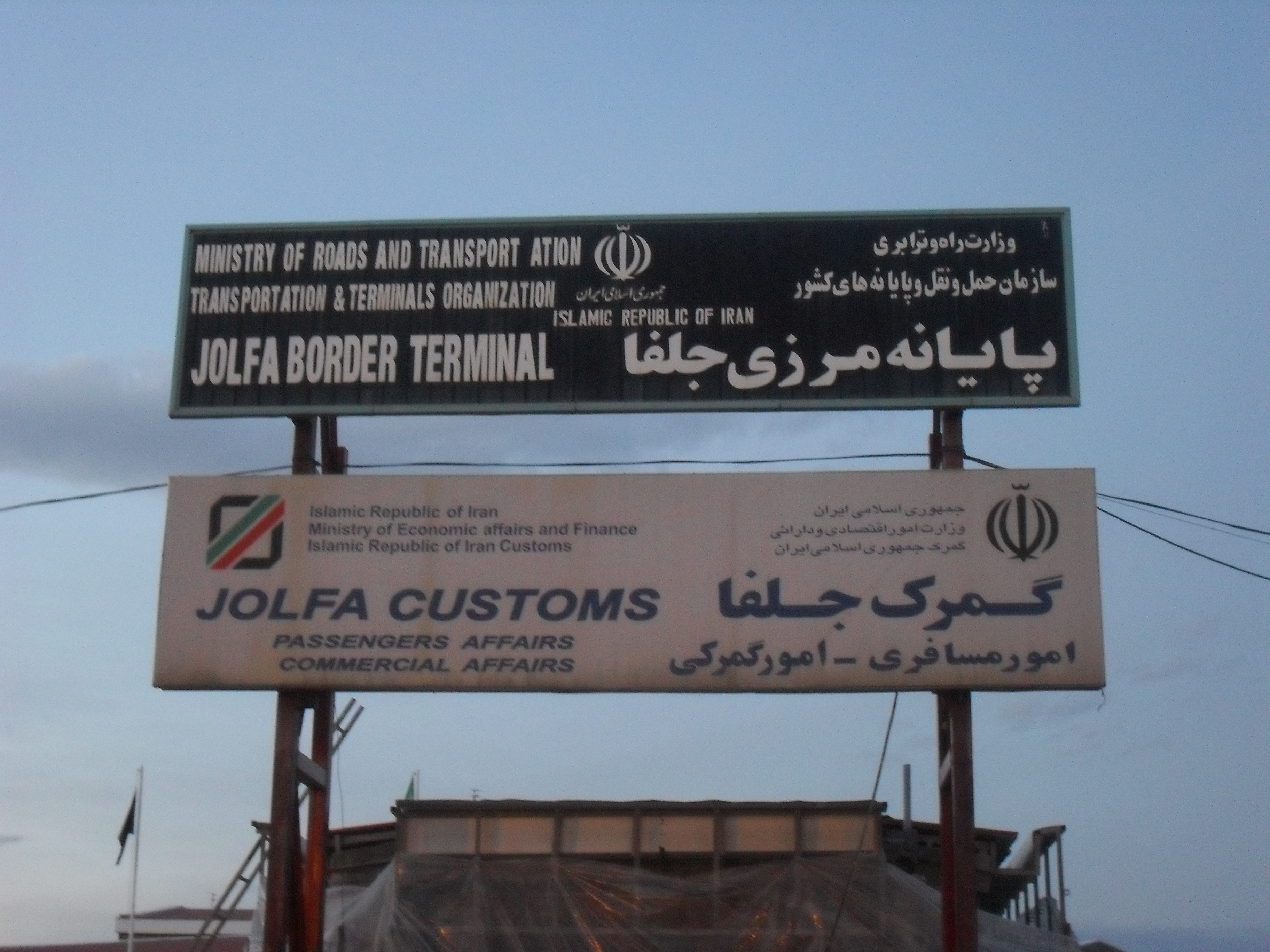
Le poste-frontière de Djolfa.

## Historique
Au cours du XIXe siècle, la région du Caucase a été disputée entre l'Empire ottoman en déclin, la Perse et la Russie, qui s'étendait vers le sud. Le tracé de la frontière a son origine dans les conquêtes réalisées par l'Empire Russe au détriment de l'Empire perse au début du XIXe siècle, et dans les traités de Golestan (1813) et de Turkmanchai à la suite de la guerre russo-persane (1826–1828) .
Elle constitua dès lors une partie de la frontière entre l'Empire russe, puis l'Union soviétique, et l'Empire perse, puis l'Iran. Le tracé actuel résulte de la dissolution de l'Union soviétique en 1991 et de l'indépendance de l'Azerbaïdjan.
Le 22 octobre 2020, plusieurs villages, la ville de Zangilan, le village d'Aghband et l'avant-poste frontalier d'Aghband dans la région de Zangilan sont passés sous le contrôle des forces armées de l'Azerbaïdjan, et ainsi le contrôle total de la frontière de l'Azerbaïdjan a été assuré.